# Climateprediction.net
Climateprediction.net是一個基於伯克利開放式網路計算平台（BOINC）的分散式計算項目。該項目由英國牛津大學開發和維護，用於全球氣象變化的研究。
與其他BOINC專案一樣，Climateprediction.net使用志願者的電腦中空閒的進程資源來執行單獨的單元計算。計算結果會被發送到專案的中央伺服器，經驗證後存入資料庫中。這個項目是跨平台的，支援多種不同的軟體和硬體環境。用戶可通過Climateprediction.net的螢幕保護程式觀看正在自己電腦上進行的全球氣象變化研究的情況。

## 計算平台
Climateprediction.net项目始于1999年，从2004年开始转入BOINC 分布式计算平台。參與Climateprediction.net的用戶端需要有一個時鐘頻率至少達到500兆赫的中央處理器、400MB空餘硬碟空間、512MB主記憶體，以及網際網路連接。
Climateprediction.net的图形用户界面是一個螢幕保護程式，顯示了當前工作單元進行全球氣象變化進行預測的情況。
與所有其他BOINC項目類似，Climateprediction.net利用用戶端空閒資源，在後台執行。執行過程可能發生在用戶登錄作業系統之前或之後。當其他應用程式需要時，Climateprediction.net會釋放資源，因此不會影響用戶對電腦的正常使用。為了使電腦的功耗或者放熱降到最低，用戶可以自行指定Climateprediction.net使用CPU資源的最大比例。此外，Climateprediction.net每天最多運行次數，以及更多選項也都可以通過用戶的帳戶選項來進行設置。

## 項目意義

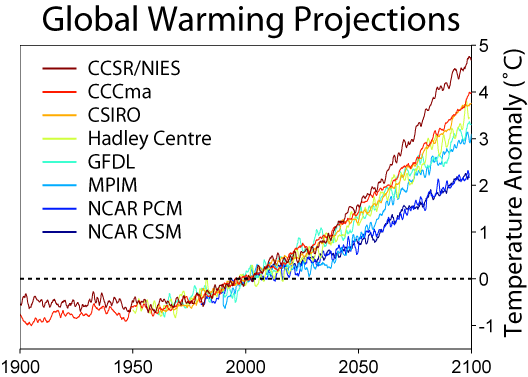
實驗有助政府間氣候變化專門委員會（IPCC）對氣候的預測

通過計算一系列最先進的氣候模型，科學家能夠更好地了解全球氣候如何受到的微小變化而影響。Climateprediction.net的實驗有助於改進不確定性的氣候預測和設想，包括不同的複雜氣候模型。在2001年，政府間氣候變化專門委員會（IPCC）已確定了該項目為高度優先事項。如實驗成功，將使各國決策者決策時有更好的科學依據，以便解決全球氣象變化這一個21世紀最大的全球性的問題。

## 志願者的貢獻
Climateprediction.net的研究依賴于大量志願者提供的計算資源。Climateprediction.net的活躍用戶超過3萬人，分佈在150個國家，總共提供了達到75萬億FLOPS。
用戶的貢獻通過BOINC積分來度量。一個用戶從某一工作單元得到的積分是他在這個工作單元上產生數量與所有用戶在該工作單元獲得的積分均值的乘積。

## 请参阅
- 分布式计算
- 网格计算
- BOINC